# Помоћни судија (фудбал)
Помоћни судија у фудбалу има улогу да помаже главном судији у примени Правила фудбалске игре током једне фудбалске утакмице.
У шестом члану Фудбалских правила наведене су главне дужности помоћног судије, које су подређене моћи и одлукама главнога судије. Помоћни судија има следеће задатке:
- да одређеним знацима заставице коју носи (димензије 30 са 40 центиметара) обавештава главног судију;
- означавње када лопта целим својим обимом изађе ван терена;
- која екипа треба да убацује лопту у игру из аута;
- која екипа треба да изведе ударац са угла (корнер);
- означава недозвољен положај играча офсајд;
- када треба да се изврши измена;
- помаже главном судији у одређивању прекршаја у ситуацијама када је ближи месту прекршаја од главног судије (нарочито у шеснаестерцу);
- упозорава главног судију на неспортско понашање играча;
- сигнализује недозвољено кретање голмана код извођења најстроже казне (једанаестерац);
- било каква помоћ главном судију ако било који играч направи нешто што се не подудара с правилима.

Важно је напоменути да свака одлука помоћног судије није коначна, већ је мора потврдити главни судија. Осим примене правила, помоћне судија често помажу и око припрема и административних проблема..
Помоћни судија ће означити било какав прекршај или обавештење главом судији подизањем заставице. Главни судија ће, ако се слаже, послушати помоћног и зауставити игру, а ако се не слаже, онда ће игру наставити без прекида. Током једне утакмице, постоје тројица помоћних судија. Два од три помоћника у току утакмица постављају се дијагонално на уздужној линији игралишта. Њихова позиција варира, тј. увек су у линији последњег одбрамбеног играча ради његове примарне функције, одређивања офсајда. Трећи помоћни судија или четврти судија није на терену али такође помаже главном судији, али на другачији начин тј код административних проблема.

## Сигнали заставицама
Помоћни судија помаже главном судији машући заставицом обојеном у црвено и/или жуто. Махање се разликује од једног до другог прекида игре. Сваки прекид има свој сигнал.

### Лопта изван терена
Када лопта целим својим обимом изађе ван терена (аут-линије или гол-линије), помоћни судија ће означити то подизањем заставице у ваздух усправно, а онда ће усмерити заставицу према страни игралишта коју напада екипа чија лопта треба да буде (у супротном смеру од гола који брани та екипа). То се догађа приликом настанка аута и одређивања његовог извођења.

### Лопта у гол-ауту
Када лопта целим својим пречником пређе линију у вратима (гол-линију) после задњег играња лоптом играча из екипе која је нападала, помоћни судија ће досудити гол-аут. Досуђивање гол-аута ће бити сигналисано подизањем заставице паралелно с тереном. Ако лопта изађе тако да њом задњи игра играч екипе која се брани, онда ће то бити корнер, којег ће помоћни судија одредити спуштањем заставице у смеру корнер-заставице.

### Прекршај
Ако се било који играч оглуши о фудбалска правила, то је прекршај. Помоћни судија ће означити прекршај подизањем заставице усправно увис и онда махати с њом. Ако је ситуација нејасна и главни судија није добро видио оно што му помоћни показује, доћи ће до консултације. То су врло спорни детаљи типа играње руком одбрамбеног играча у свом шеснаестерцу или понекад нејасан улазак лопте у гол.

### Офсајд
Ако је играч у офсајду, помоћни судија ће подигнути заставицу у смеру линије задњег играча одбране без махања. Након што главни судија увиди да је помоћни судија сигналисао офсајд, зауставиће игру и доделити индиректан ударац у корист противничке екипе.